# Landesentwicklungsgesellschaft
Eine Landesentwicklungsgesellschaft (LEG) ist eine öffentlich- oder privatrechtliche Körperschaft, deren Aufgabe die bauliche Erschließung und wohnliche Nutzung von Flächen ist. Die heutigen Landesentwicklungsgesellschaften sind aus den öffentlichen Entwicklungsgesellschaften der Bundesländer hervorgegangen, von denen die meisten in den letzten 20 Jahren in Kapitalgesellschaften umgewandelt worden sind.

## Ziele
Zu den Hauptaufgaben der Landesentwicklungsanstalten gehört die Schaffung erschwinglichen Wohnraums für Familien sowie die Förderung infrastrukturell unterentwickelter Gebiete. In den letzten Jahren sollen bei der Umsetzung dieser sozialen und wirtschaftlichen Aufgaben verstärkt auch soziologische, kulturelle und ökologische Aspekte berücksichtigt und aufeinander abgestimmt werden. 

## Organisation
Aufgrund ihres föderalen Ursprungs  ist in jedem Bundesland mindestens eine Landesentwicklungsgesellschaft vertreten.  Einige LEG haben sich zu Interessengemeinschaften zusammengeschlossen.
Die größte Interessengemeinschaft stellt die Bundesvereinigung der Landes- und Stadtentwicklungsgesellschaften e. V. (BVLEG) dar, in der neben mehreren LEG auch regionale Entwicklungsgesellschaften organisiert sind. 
Sie verleiht in Zusammenarbeit mit dem Förderverein der Landes- und Stadtentwicklungsgesellschaften e. V. den LEG-Preis an junge Architekten, Stadt- und Landschaftsplaner.